# Acura Classic 2005
L'Acura Classic 2005 è stato un torneo di tennis giocato sul cemento. 
È stata la 27ª edizione del torneo di San Diego, che fa parte della categoria Tier I nell'ambito del WTA Tour 2005. 
Si è giocato a San Diego negli USA dall'1 al 7 agosto 2005.

## Campionesse

### Singolare
Mary Pierce ha battuto in finale  Ai Sugiyama, 6–0, 6–3

### Doppio
Conchita Martínez /  Virginia Ruano Pascual hanno battuto in finale  Daniela Hantuchová /  Ai Sugiyama, 6–7, 6–1, 7–5